# АЕС Онаґава
Атомна електростанція Онаґава (яп. 女川原子力発電所, Onagawa genširjoku hacudenšo) — атомна електростанція в Японії. Вона розташована поблизу Онаґава в районі Осіка префектури Міягі та за 70 кілометрів на північний схід від міста Сендай. АЕС експлуатується Tohoku Power Company.

## Історія
Усі реактори були побудовані Toshiba. Блок Онаґава-3 був використаний як прототип для атомної електростанції Хігасідорі.
АЕС була тимчасово закрита після землетрусу та цунамі в Тохоку в 2011 році. АЕС була найближчою до епіцентру і виходить на Тихий океан на північно-східному узбережжі Японії, зазнаючи дуже сильних поштовхів і залишається однією з атомних електростанцій, які найбільше постраждали від землетрусів. Всі три реактори на електростанції успішно витримали землетрус і цунамі без пошкоджень і аварій.
Після інспекції МАГАТЕ в 2012 році агентство заявило, що структурні елементи атомної станції були надзвичайно непошкодженими, враховуючи силу, тривалість і масштаб землетрусу. Компанія Tohoku Power оголосила, що третій поверх реакторного корпусу №. 2 втратила близько 70% міцності конструкції, а перші два поверхи – близько 25% порівняно з моментом введення блоку в експлуатацію. У 2013 році оператори станції надіслали японській владі запит на перезапуск енергоблоку 2 в Онагава. У листопаді 2019 року відповідні органи погодилися перезапустити реактор за умови достатньої модернізації реактора. Реактор № 2 мав бути перезапущений у 2021 році після завершення робіт з модернізації, але з тих пір ця дата була перенесена на лютий 2024 року через технічні труднощі.
У 2018 році було оголошено, що блок 1 електростанції Онаґава, який простоював з 2011 року, буде виведено з експлуатації, оскільки його модернізація буде занадто дорогою.
Для захисту від можливого цунамі перед електростанцією була побудована стіна.

## Інформація про реактори
| Реактор   | Тип реактора | Продуктивність | Продуктивність | Початок будівництва | Підключення до мережі | Введення в експлуатацію | Закриття     |
| Реактор   | Тип реактора | Нетто          | Брутто         | Початок будівництва | Підключення до мережі | Введення в експлуатацію | Закриття     |
| --------- | ------------ | -------------- | -------------- | ------------------- | --------------------- | ----------------------- | ------------ |
| Онаґава-1 | BWR Mark-1   | 498 МВт        | 524 МВт        | 8. 7. 1980          | 18. 11. 1983          | 1. 4. 1984              | 21. 12. 2018 |
| Онаґава-2 | BWR Mark-1   | 796 МВт        | 825 МВт        | 12. 4. 1991         | 23. 12. 1994          | 28. 7. 1995             |              |
| Онаґава-3 | BWR Mark-1   | 796 МВт        | 825 МВт        | 23. 1. 1998         | 30. 5. 2001           | 30. 1. 2002             |              |